# 喬納斯·布里茨特
喬納斯·布里茨特（Jonas Blixt，1984年4月24日—）是瑞典的一位高爾夫球運動員。他現在參加高爾夫PGA巡迴賽的賽事。他在佛羅里達州立大學就讀時開始打高爾夫球，在2008年轉為職業高爾夫球運動員。他贏得過一個PGA巡迴賽賽事的冠軍。